# Fodé Ballo-Touré
Fodé Ballo-Touré (Conflans-Sainte-Honorine, 1997. január 3. –) szenegáli–mali származású francia születésű labdarúgó, hátvéd. A Le Havre és a szenegáli válogatott tagja. A 2021-es afrikai nemzetek kupája győztese.

## Pályafutása

### Paris Saint-Germain
Fodé 10 évesen csatlakozott a párizsi klubhoz, az összes korosztályos csapatot végigjárta, 2014-től lett a tartalékcsapat játékosa. Szerepelt a csapattal az UEFA Ifjúsági Liga-ban három szezonon keresztül, 2016-ban a döntőbe jutott.
A felnőttcsapatban, 2016. október 15-én nevezték a Nancy elleni bajnoki 9. fordulójában a 2016/17-es idényben.

### Lille
2017. július 1-jén a klub ingyen megszerezte játékjogát, és hároméves szerződést kötöttek vele.
Augusztus 6-án debütált a csapatban, és a bajnokságban a Nantes elleni 3–0-s hazai mérkőzésen, az első félidőt játszotta végig.

### Monaco
2019. január 10-én igazolta le a Monaco együttese, 2023-ig írt alá.
Január 13-án a Marseille vendégeként mutatkozott be a csapatban, az 1–1-s bajnoki 20. fordulójában.

### Milan
2021. július 18-án szerződtették 5,40 millió euróért, 2025 nyarárig. Augusztus 23-án nevezték első alkalommal a keretbe, a Sampdoria ellen a bajnokság nyitófordulójában. Szeptember 12-én mutatkozott be a Milan színeiben, egy 2–0-s győztes mérkőzésen a Lazio ellen az utolsó 10 percben. Szeptember 28-án pályára lépett nemzetközi porondon, a Bajnokok Ligájában az Atlético Madrid ellen, csereként állt be a találkozó utolsó 33 percében. A Milan tartalékcsapatába került miután visszatért a Fulham csapatától, majd 2025 januárjában Franciaországba igazolt.

### Fulham
2023. szeptember 1-jén megállapodtak az angol első osztályú Fulham csapatával, hogy a 2023/24-es idényt kölcsönben tölti a londoni együttesnél.

### Le Havre
2025. január 23-án a Le Havre csapatába igazolt és 97-es számot kapta meg.

## Válogatott karrier
Ballo-Touré két francia korosztályos csapatban szerepelt, az U16 és az U21-es csapatokban.

### Szenegál
2021 márciusában meghívot kapott a szenegáli válogatott szövetségi kapitányától, Aliou Cissétől, az Afrikai nemzetek kupájának selejtezőjére.
Március 26-án mutatkozott be kezdőként Szenegál színeiben Kongó vendégeként.
2021. december 25-én Cissé behívta a 2021-es afrikai nemzetek kupája 28-fős keretébe.
Az első mérkőzését a tornán Zimbabwe elleni győztes mérkőzésen játszotta.
Február 6-án megnyerték a tornát, miután Egyiptomot legyőzték a döntőben, Fodé ezen a mérkőzésen nem lépett pályára.
2022. november 10-én Cissé beválogatta a katari világbajnokság 16-fős keretébe.
December 4-én lépett pályára első világbajnokságán, az Anglia elleni 3–0-ra elvesztett nyolcaddöntőn, csereként állt be a 84. percben.

## Magánélete
Conflans-Sainte-Honorine-ban született, mali apától és szenegáli anyától, Presnel Kimpembevel gyermekkora óta ismerik egymást együtt nőttek fel Éragnyban.

## Statisztika
2023. február 5-i állapot szerint
| Klub             | Szezon           | Bajnokság        | Bajnokság | Bajnokság | Kupa  | Kupa  | Ligakupa | Ligakupa | Nemzetközi | Nemzetközi | Egyéb | Egyéb | Összes | Összes |
| Klub             | Szezon           | Liga             | Mérk.     | Gólok     | Mérk. | Gólok | Mérk.    | Gólok    | Mérk.      | Gólok      | Mérk. | Gólok | Mérk.  | Gólok  |
| ---------------- | ---------------- | ---------------- | --------- | --------- | ----- | ----- | -------- | -------- | ---------- | ---------- | ----- | ----- | ------ | ------ |
| Lille            | 2017/18          | Ligue 1          | 27        | 0         | 1     | 0     | 1        | 0        | —          | —          | —     | —     | 29     | 0      |
| Lille            | 2018/19          | Ligue 1          | 18        | 0         | 0     | 0     | 0        | 0        | —          | —          | —     | —     | 18     | 0      |
| Lille            | Összesen         | Összesen         | 45        | 0         | 1     | 0     | 1        | 0        | 0          | 0          | 0     | 0     | 47     | 0      |
| Monaco           | 2018/19          | Ligue 1          | 18        | 0         | 2     | 0     | 0        | 0        | —          | —          | —     | —     | 20     | 0      |
| Monaco           | 2019/20          | Ligue 1          | 21        | 0         | 2     | 0     | 2        | 0        | —          | —          | —     | —     | 25     | 0      |
| Monaco           | 2020/21          | Ligue 1          | 24        | 0         | 5     | 0     | 0        | 0        | —          | —          | —     | —     | 29     | 0      |
| Monaco           | Összesen         | Összesen         | 63        | 0         | 9     | 0     | 2        | 0        | 0          | 0          | 0     | 0     | 74     | 0      |
| AC Milan         | 2021/22          | Serie A          | 10        | 0         | 0     | 0     | —        | —        | 2          | 0          | —     | —     | 12     | 0      |
| AC Milan         | 2022/23          | Serie A          | 3         | 1         | 0     | 0     | —        | —        | 4          | 0          | —     | —     | 7      | 1      |
| AC Milan         | Összesen         | Összesen         | 13        | 1         | 0     | 0     | 0        | 0        | 6          | 0          | 0     | 0     | 19     | 1      |
| KARRIER ÖSSZESEN | KARRIER ÖSSZESEN | KARRIER ÖSSZESEN | 121       | 1         | 10    | 0     | 3        | 0        | 6          | 0          | 0     | 0     | 140    | 1      |

Jegyzetek
1. 1 2  Mérkőzése(i) a(z) Bajnokok Ligájában

### A válogatottban
2023. február 5-i állapot szerint
| Szenegál | Szenegál | Szenegál |
| Év       | Mérk.    | Gólok    |
| -------- | -------- | -------- |
| 2021     | 8        | 0        |
| 2022     | 7        | 0        |
| Összesen | 15       | 0        |

## Sikerei, díjai

### Klub
- AC Milan
  - Serie A: 2021–22

### Válogatott
- Szenegál
  - Afrikai nemzetek kupája: 2021